# Epipactis atromarginata
Epipactis atromarginata är en orkidéart som beskrevs av Gunnar Seidenfaden. Epipactis atromarginata ingår i släktet knipprötter, och familjen orkidéer. Inga underarter finns listade i Catalogue of Life.